# Szent Fides
Szent Fides (? – Gallia Narbonensis területén, 303?) szentként tisztelt ókeresztény vértanúnő.
A legenda szerint fiatal szűz volt, a keresztényüldözések idején nem volt hajlandó bírói fenyegetésre megtagadni a hitét. Kínzásoknak vetették alá, majd látva ezek sikertelenségét, kivégezték. A középkorban a francia és a német nyelvterületen terjedt el a tisztelete. Ünnepét október 6-án üli az egyház.